# Енліль-надін-аплі
Енліль-надін-аплі (д/н — бл. 1099 до н. е.) — цар Вавилону близько 1103—1099 до н. е. Ім'я перекладається як «Енліль (є) дарувачем спадкоємця».

## Життєпис
Походив з Другої династії Ісіна (IV Вавилонської династії). Син царя Навуходоносора I. Після смерті останнього близько 1103 року до н. е. посів трон.
Про панування Енліль-надін-аплі залишилося декілька кудурру, напис на лезі кинджалу. Також згадується про його похід проти ассирійського царя Тукульті-апал-Ешарри I, який напевне був невдалий. Цим скористався стрийко вавилонського царя — Мардук-надін-аххе, який влаштував змову. Внаслідок цього 1099 року до н. е. Енліль-надін-аплі було повалено й вбито. Новим царем Вавилону став Мардук-надін-аххе.